# Seminario

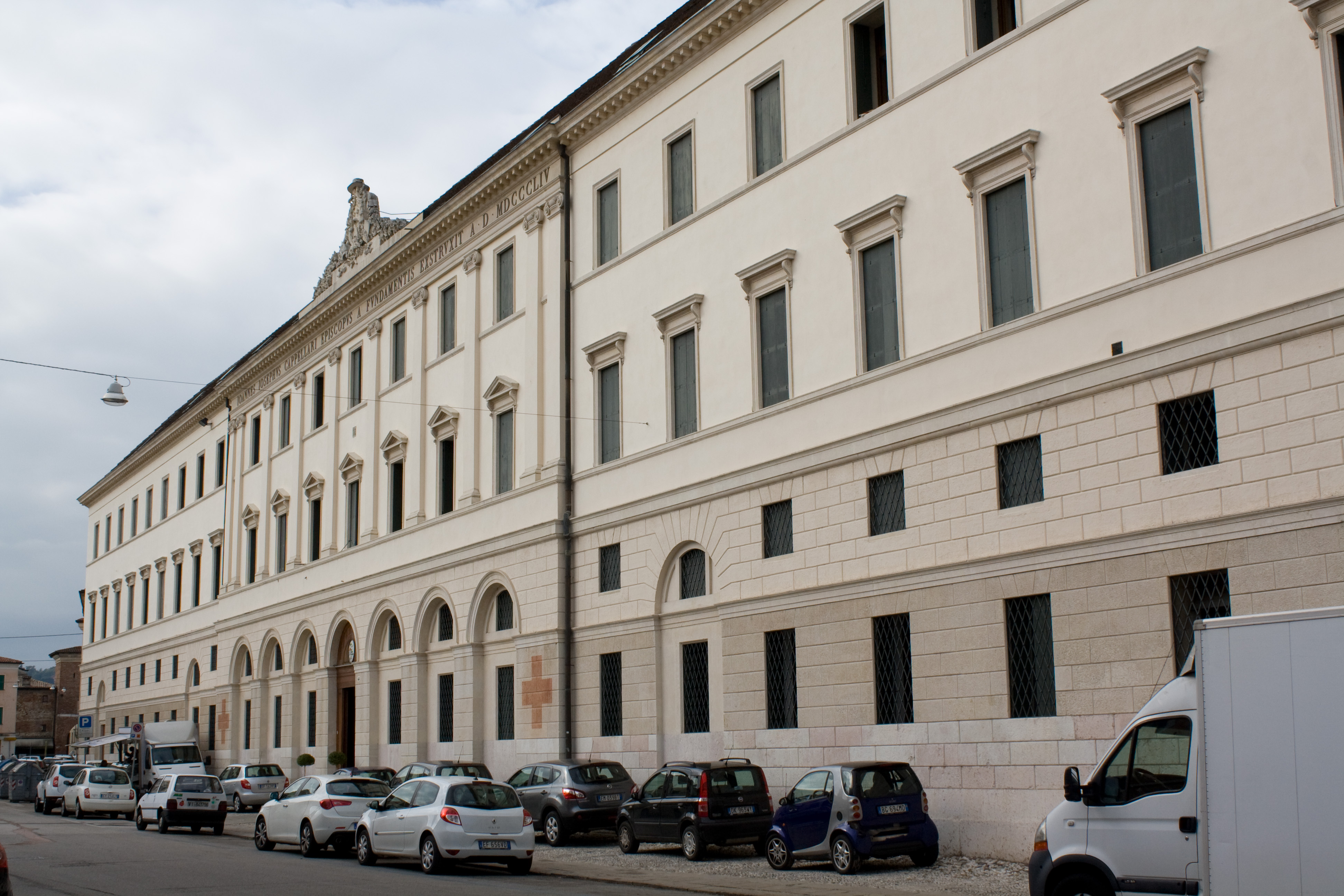
Il seminario vescovile di Vicenza, costruito nella prima metà dell'Ottocento.

Il seminario è l'istituzione della Chiesa cattolica dedicata alla formazione dei candidati al presbiterato.  Gli studenti del seminario sono chiamati seminaristi.
I seminaristi vi ricevono preparazione culturale (principalmente filosofia e teologia), spirituale, umana e apostolica o pastorale, ma sono anche votati allo studio del latino.

## Storia
I seminari traggono la loro origine col decreto Cum adolescentium aetas che stabilì la creazione, in ogni diocesi, di una struttura per la formazione dei futuri presbiteri. Emanato nel 1563, nelle fasi conclusive del Concilio di Trento, lo scopo dei seminari fu quello di garantire ai candidati al presbiterato una maggiore preparazione culturale e una più profonda formazione spirituale.
Il primo seminario al mondo a essere istituito, come risulta da una pubblicazione del 1939 dell'allora monsignor Angelo Roncalli, futuro Papa Giovanni XXIII, fu il seminario di Larino, aperto il 26 gennaio 1564, a soli 53 giorni dalla chiusura del Concilio di Trento, su iniziativa del Vescovo Monsignor Belisario Balduino.
Fondamentale fu l'originario apporto di san Carlo Borromeo alla definizione istituzionale e materiale dei seminari. In qualità di arcivescovo di Milano emanò un esemplare regolamento per gli istituti fondati nella sua provincia ecclesiastica, e intraprese la costruzione di edifici di austera magnificenza grecizzante quali il Seminario Maggiore e il Collegio Elvetico di Milano, di singolare chiarezza geometrica, incentrati su ariosi, vasti cortili: modelli 'alti' per lo sviluppo, dal Seicento in poi, di una architettura seminariale nel mondo cattolico.
Prima di allora, i futuri diaconi e sacerdoti erano affiancati per un periodo "sul campo" a presbiteri già ordinati, che li istruivano circa la propria attività ecclesiastica.

## Organizzazione
I seminari possono essere diocesani, interdiocesani o regionali (quelli che formano i candidati del clero secolare) oppure religiosi (quelli che preparano i presbiteri delle congregazioni religiose), che per molti ordini e congregazioni prendono il nome di scuole apostoliche.
Si chiama seminario minore quello che ospita i ragazzi che frequentano le scuole secondarie; i seminaristi possono frequentare la vita comunitaria anche solo per qualche settimana nell'anno.
Si chiama seminario maggiore quello dedicato al livello di studi universitario e consiste normalmente in almeno un quinquennio di studio e formazione. I primi due anni sono dedicati principalmente allo studio della filosofia, il triennio successivo è dedicato principalmente allo studio della teologia. Per colui che, pur volendo accedere agli studi per il sacerdozio, non ha nel proprio curriculum studi di filosofia, latino e greco è inoltre previsto un anno di propedeutica prima del quinquennio per recuperare le lacune in queste materie. La legislazione al riguardo è affidata alle singole diocesi, per cui in alcuni seminari l'anno propedeutico è esteso a tutti i seminaristi entranti, mentre in altri si analizzano le singole situazioni caso per caso. Nel mondo, al 2018, i seminaristi maggiori erano 115.880 (-2% dai 118.251 del 2013).

### In Italia
Attualmente non tutti i seminari in Italia emettono titoli accademici riconosciuti. Alcuni funzionano come scuola interna mentre altri sono riconosciuti dallo stato che dà validità giuridica al baccalaureato (corrispondente pontificio alla laurea italiana).
In Italia, al 31 dicembre 2014, i seminaristi maggiori erano 2.453 compresi quelli provenienti dall'Ordinariato militare e dalla prelatura della Santa Croce e Opus Dei.